# Montlibert
Montlibert is een plaats in het Franse departement Ardennes in de gemeente Signy-Montlibert. Montlibert ligt aan de E44 en deze heeft een afslag naar Signy, de hoofdplaats van de gemeente.